# 氯化(碳酸根)双(乙二胺)合钴(III)
氯化(碳酸根)双(乙二胺)合钴(III)是一种配位化合物，化学式为[CoCO3(en)2]Cl（en = 乙二胺），它是可溶于水的红色抗磁性固体，为[CoCO3(en)2]+配阳离子的氯化物。它可由氯化钴、氢氧化锂和乙二胺在二氧化碳存在下反应制得：
CoCl2 + 2 en + CO2 + 0.5 H2O2 +  LiOH  →   [CoCO3(en)2]Cl  +  H2O  +  LiCl
其阳离子是具有C2对称性的八面体。
碳酸根配体在酸性条件下水解迅速被取代，其衍生物有：cis-/trans-[CoCl2(en)2]+、cis-[Co(OH)(H2O)3(en)2]2+、cis-[Co(OH2)2(en)2]+和cis-[Co(NO2)2(en)2]+。它和三氟甲磺酸反应，可以得到[Co(OTf)2(en)2]OTf。